# Oliver Vogt (Designer)
Oliver Vogt (* 12. Juli 1966 in Essen) ist ein deutscher Designer. Seit 2006 hat er die Professur für Industriedesign an der Kunsthochschule Kassel inne. Vogts Aktivitäten konzentrieren sich auf die  Bereiche des Industriedesigns und des Kuratierens. Seine Themen sind neue Fertigungsverfahren, insbesondere postindustriellen Verfahren wie 3D-Druck und die Weiterentwicklung von Produkten im Hinblick auf eine Markenphilosophie.

## Leben
Vogt studierte von 1986 bis 1989 Germanistik und Kunst an der Universität Paderborn, u. a. bei Fritz Pasierbsky. 1990 wechselte er an die Hochschule der Künste Berlin, wo er Industriedesign studierte. Währenddessen arbeitete er als freier Autor und Produzent für verschiedene TV-Sender (etwa für WDR, Spiegel TV, Pro7). 1996 schloss Vogt sein Industriedesign-Studium mit dem Thema Netz für Gestaltung, Gestaltung für ein Netz bei Hans Roericht und Egon Chemaitis ab. Von 1992 bis 1993 arbeitete er als freier Designer für die Produktentwicklung Roericht in Ulm. Eines seiner Hauptprojekte dort war die Entwicklung eines Videotelefons und einer Video-Konferenz-Software für die Telekom, das mit einem iF Award ausgezeichnet wurde.
Während seiner Arbeit bei Hans Roericht lernte er Hermann Weizenegger kennen, mit dem er 1993 die Designagentur Vogt und Weizenegger in Berlin gründete. Neben der Tätigkeit im Bereich des Industriedesigns wurden die Arbeiten des Designerduos in verschiedenen Ausstellungen in Museen und Galerien in Dänemark, Frankreich, Großbritannien, Holland, Italien, Japan und den USA gezeigt. Vogt und Weizenegger produzierten den ersten 3D-gedruckten Stuhl, den „Sinterchair“, der 2002 live auf der Messe Ambiente in Frankfurt produziert wurde. Bekanntheit erlangte das Duo außerdem mit dem Projekt „Blaupause“ (1993), einer Serie von Selbstbau-Möbeln. Nutzer erwarben mit dem Bauplan gleichzeitig die Lizenz zum Nachbau der Möbel.
Seit 2006 ist Oliver Vogt Professur für Industriedesign an der Kunsthochschule Kassel. Er war außerdem Gastdozent an der HGKZ Zürich (jetzt ZHDK), an der Universität Lund, Schweden, und an der CEDIM, Monterrey, Mexiko. Er lebt in Berlin und Kassel.

## Ideen und Konzepte
Vogts Rolle in der Agentur Vogt und Weizenegger war insbesondere die Verschriftlichung von Ideen, Konzepten und Utopien, die den Aktivitäten von V+W zugrunde lagen. Im Zusammenhang mit dem Projekt Sinterchair entwarf Vogt 2001 ein Manifest für die Fabrik der Zukunft, das wesentliche Gedanken einer postindustriellen Produktion, wie sie heute im Zuge der Maker-Bewegung mit der Idee von Konsumenten als Produzenten bzw. Prosumer ihre Verwirklichung findet.
Vogt arbeitete außerdem mit der Berliner Band 2raumwohnung zusammen, für diese Mitarbeit erhielt Vogt 2005 eine Goldene Schallplatte. Ein weiterer Schwerpunkt Vogts liegt auf der Beratung von Marken. Für die Firma Fottana entwickelte Vogt im Zuge der Wiederbelebung der Marke Möve im Jahr 2000 den Slogan „Change your mood“, eine Grundlage für die Neuformulierung der Firmenphilosophie. Zudem wurde ein neues Signet (Vogel und Typo) gestaltet, welches bis heute genutzt wird. Für den Software-Hersteller Ableton AG entwickelte er das Wort „Ableton“.

## Publikationen (Auswahl)
- V+W PRIVATBUCH. ISBN 3-00-015966-5.
- mit Hermann Weizenegger: V+W Design Matrix. Hantje Kantz, Ostfildern 2006, ISBN 978-3-7757-1813-4.

Aufsätze und Beiträge
- Textbeitrag zur Ausstellung Lieber Gast von Volker Albus (Galerie im Karmeliter Kloster, Frankfurt 1996)

- Codes: Schlüssel zur Gestaltung. In: Milev, Jana (Hrsg.): Design Kulturen. Der erweiterte Designbegriff im Entwurfsfeld der Kulturwissenschaft. Karlsruhe 2013, ISBN 978-3-7705-5534-5.

Herausgeber
- mit Tanja Seiner: TOOLS., Klasse für Gestaltung, Kassel 2015, ISBN 978-3-945824-00-9.

- mit Tanja Seiner: PET MARKET. Klasse für Gestaltung. Kassel 2016, ISBN 978-3-945824-03-0.

## Kuratorische Tätigkeiten
- 1996: SMART CHINA, Frankfurt

- 1998: Die Imaginäre Manufaktur, Berlin, Tokyo, New York, London, Prag (1998–2005)
- 2005: Shooting Stars of Europe, Designmai Festival, Berlin
- 2006: Design-Film-Pool, Shots on Brave New World, Berlin / Stockholm
- 2007: Das Fremde Zimmer, Ausstellung der Kunsthochschule in Mailand
- 2007: Digitalability, Ausstellung zum Designmai Festival in Berlin
- 2009: Spaziergang, Leitung der Jahresausstellung der Kunsthochschule in Kassel
- 2012: Res Publica / Res Privata gemeinsam mit Susanne Prinz im Kunstverein am Rosa Luxemburg-Platz in Berlin
- 2017: The Butterfly Project, Ausstellung der Kunsthochschule Kassel im Herbst 2017 während der documenta 14[13]

## Ausstellungen (Auswahl)
- 1994: Möbel Perdu, „Blaupause“, Hamburg
- 1994: Galerie Blau, in „allez les bleus“, Freiburg
- 1996: Galerie Zwinger: „Infinity“, Berlin
- 1996: Arosa – 2000 Galerie, in „Smart China“, Frankfurt
- 1996: Museum of Modern Art Louisiana, in „Design and Identity. Aspects of European Design“, Louisiana, Dänemark
- 1997: Galerie Schipper & Krome, in „Volles Haus“, Berlin
- 1997: Museum of Decorative Arts and Design, in „Design and Identity“. Gent, Belgien
- 1998: Vitra Design Museum, in „bewußt einfach“, Weil am Rhein
- 1998: 1. Berlin Biennale, KW, „The Jekyll and Hide Cabinet“ mit Andrea Zittel, Berlin
- 1998: Blindenanstalt von Berlin, in „Die Imaginäre Manufaktur“, Berlin
- 1999: Trico-Gallery, in „Die Imaginäre Manufaktur“, Tokyo, Japan
- 1999: MoMA PS1 in „Children of Berlin“, New York, USA
- 2000: Büro Friedrich, in M(odel) 4 8, Berlin
- 2000: Galeria Luisa Delle Piane, in „Babybloom, Mailand, Italien“
- 2000: 17. Int. Biennale Kortrijk, „DIM 2000“, Kortrijk, Belgien
- 2000: Galerie Binnen, „Thougt Spaces“, Amsterdam, Niederlande
- 2001: Galleria Massimo di Carlo, „DIM 2001“, 40th Salone Internationale del Mobile Milano, Mailand, Italien
- 2001: Galerie Schipper & Krome, „PLAN A“, Berlin
- 2003: Rotes Rathaus Berlin, in „Berlin Flag Update“, Designmai 2003, Berlin
- 2003: Vitra Design Museum Berlin, in „Design Berlin!“, Designmai, Berlin
- 2006: MARTa Herford, „V + W Design Matrix“, Herford
- 2017: Vitra Design Museum in „Hello Robot! Design zwischen Mensch und Maschine.“ MAK
- 2017: MAK in „Hello Robot! Design zwischen Mensch und Maschine.“
- 2017: Kunsthochschule Kassel, in „Butterfly Project“, während der documenta14, Kassel

## Designpreise (Auswahl)
- 1994: Roter Punkt für »Hohe Designqualität« – D-light – Design Zentrum Nordrhein-Westfalen
- 1994: Grand Jury des DDC – Designer bewerten Design – Blaupause
- 1995: Heinz Glas Flakon Wettbewerb – Sonderpreis – Berlin
- 1996: Svedex Türenwettbewerb – 2. Preis – München
- 1996: Roter Punkt für »Hohe Designqualität« – Infinity – Design Zentrum Nordrhein-Westfalen
- 1999: Design Plus für Pure Glass, Frankfurt
- 1999: Roter Punkt für »Hohe Designqualität« – Monobag – Design Zentrum Nordrhein-Westfalen
- 1999: Roter Punkt für »Hohe Designqualität« für Pure Glass –Design Zentrum Nordrhein-Westfalen
- 1999: IF Preis-Industrie Forum Design Pure Glass – Hannover
- 2000: Award for the best new produkt – New York Home Textil Show – Möve Badaccessoires – New York
- 2000: Form für Pulp, Frankfurt
- 2001: Design Plus für Sweetcase – Frankfurt
- 2001: IF Preis Hannover für die „going to the beach“ Kollektion von MÖVE, Hannover
- 2002: Roter Punkt für »Hohe Designqualität« für Four Star – Design Zentrum Nordrhein-Westfalen
- 2007: Interzum Award 2007 für »Hohe Produktqualität« – Jungwerk Möbelrollen – Köln
- 2008: Roter Punkt für »Hohe Designqualität« – Jungwerk Möbelrollen – Design Zentrum Nordrhein-Westfalen

## Sammlungen (Auswahl)
- (c)hair im Deutschen Hygiene-Museum, Dresden
- FNAC, Fonds national d'art Contemporain, Paris[14]
- Arbeiten von V+W in der MARTa Museum Sammlung, Herford
- Sinterchair im Vitra Design Museum, Weil[15]